# خانه حاج مصطفی امین
خانه حاج مصطفی امین مربوط به دوره قاجار است و در تربت حیدریه، خیابان باغ سلطانی، پلاک ۴۰۱ واقع شده و این اثر در تاریخ ۲۴ اسفند ۱۳۸۳ با شمارهٔ ثبت ۱۱۶۶۳ به‌عنوان یکی از آثار ملی ایران به ثبت رسیده است.